# 전변동 잡음제거
전변동 잡음제거(Total variation denoising)기법은 함수의 전변동과, 원래 함수와 정칙화된 함수 사이의 손실 함수의 합을 최소화하여 정칙화된 깨끗한 신호를 얻는 방법이다.
최초의 전변동 잡음제거 기법인 ROF 방법은 루딘(Ludin)과 스탠리 오셔(Osher), 파테미(Fatemi)가 개발하였다.

## 같이 보기
- 유계 변동 함수
- 디지털 화상 처리
- 라쏘
- 노이즈 감소
- 신호 처리
- 전변동